# 월드 오픈
월드 오픈(World Open)은 스쿼시 선수들의 개인전 세계 챔피언을 뽑는 행사이다. 많은 사람들에게 월드 오픈은 브리티시 오픈과 함께 스쿼시에 있어서 가장 훌륭한 타이틀 두 개 중 하나로 꼽힌다. 남자 월드 오픈은 1976년에 처음 열렸고, 여자 월드 오픈은 1979년에 시작되었다.

## 지난 경기결과

### 남자 챔피언십
| 연도 | 우승자                         | 준우승자                       | 결승전 점수                         | 개최지           |
| ---- | ------------------------------ | ------------------------------ | ----------------------------------- | ---------------- |
| 2007 | 아므르 샤바나 (이집트)         | 그레고리 걸티어 (프랑스)       | 11-7, 11-4, 11-6                    | 버뮤다           |
| 2006 | 데이비드 파머 (오스트레일리아) | 그레고리 걸티어 (프랑스)       | 9-11, 9-11, 11-9, 11-10 (6-4), 11-2 | 이집트           |
| 2005 | 아므르 샤바나 (이집트)         | 데이비드 파머 (오스트레일리아) | 11-6, 11-7, 11-8                    | 홍콩             |
| 2004 | 티에리 린코우 (프랑스)         | 리 비칠 (영국)                 | 5-11, 11-2, 2-11, 11-10 (2-0), 11-8 | 도하, 카타르     |
| 2003 | 아므르 샤바나 (이집트)         | 티에리 린코우 (프랑스)         | 15-11, 11-15, 15-8, 15-14           | 라호르, 파키스탄 |
| 2002 | 데이비드 파머 (오스트레일리아) | 존 화이트 (스코틀랜드)         | 13-15, 12-15, 15-6, 15-14, 15-11    | 앤트워프, 벨기에 |
| 2001 | 열리지 않았음                  | 열리지 않았음                  | 열리지 않았음                       | 열리지 않았음    |
| 2000 | 열리지 않았음                  | 열리지 않았음                  | 열리지 않았음                       | 열리지 않았음    |
| 1999 | 피터 니콜 (스코틀랜드)         | 아메드 바라다 (이집트)         | 15-9, 15-13, 15-11                  | 이집트           |
| 1998 | 조나돈 파워 (캐나다)           | 피터 니콜 (스코틀랜드)         | 15-17, 15-7, 15-9, 15-10            | 카타르           |
| 1997 | 로드니 아일즈 (오스트레일리아) | 피터 니콜 (스코틀랜드)         | 15-11, 15-12, 15-12                 | 말레이시아       |
| 1996 | 장셔 칸 (파키스탄)             | 로드니 아일즈 (오스트레일리아) | 15-13, 17-15, 11-15, 15-3           | 파키스탄         |
| 1995 | 장셔 칸 (파키스탄)             | 델 해리스 (영국)               | 15-10, 17-14, 16-17, 15-8           | 키프로스         |
| 1994 | 장셔 칸 (파키스탄)             | 피터 마셜 (영국)               | 10-15, 15-11, 15-8, 15-4            | 스페인           |
| 1993 | 장셔 칸 (파키스탄)             | 자한기르 칸 (파키스탄)         | 14-15, 15-9, 15-5, 15-5             | 파키스탄         |
| 1992 | 장셔 칸 (파키스탄)             | 크리스 디트마 (오스트레일리아) | 15-11, 15-9, 10-15, 15-6            | 남아프리카       |
| 1991 | 로드니 마틴 (오스트레일리아)   | 자한기르 칸 (파키스탄)         | 14-17, 15-9, 15-4, 15-13            | 오스트레일리아   |
| 1990 | 장셔 칸 (파키스탄)             | 크리스 디트마 (오스트레일리아) | 15-8, 17-15, 13-15, 15-5            | 프랑스           |
| 1989 | 장셔 칸 (파키스탄)             | 크리스 디트마 (오스트레일리아) | 7-15, 6-15, 15-4, 15-11, 15-10      | 말레이시아       |
| 1988 | 자한기르 칸 (파키스탄)         | 장셔 칸 (파키스탄)             | 9-6, 9-2, 9-2                       | 네덜란드         |
| 1987 | 장셔 칸 (파키스탄)             | 크리스 디트마 (오스트레일리아) | 9-5, 9-4, 4-9, 9-6                  | 영국             |
| 1986 | 로스 노르만 (뉴질랜드)         | 자한기르 칸 (파키스탄)         | 9-5, 9-7, 7-9, 9-1                  | 프랑스           |
| 1985 | 자한기르 칸 (파키스탄)         | 로스 노르만 (뉴질랜드)         | 9-4, 4-9, 9-5, 9-1                  | 이집트           |
| 1984 | 자한기르 칸 (파키스탄)         | 카마 자만 (파키스탄)           | 9-0, 9-3, 9-4                       | 파키스탄         |
| 1983 | 자한기르 칸 (파키스탄)         | 크리스 디트마 (오스트레일리아) | 9-3, 9-6, 9-0                       | 독일             |
| 1982 | 자한기르 칸 (파키스탄)         | 딘 윌리엄스 (오스트레일리아)   | 9-2, 6-9, 9-1, 9-1                  | 영국             |
| 1981 | 자한기르 칸 (파키스탄)         | 죠프 헌트 (오스트레일리아)     | 7-9, 9-1, 9-2, 9-2                  | 캐나다           |
| 1980 | 죠프 헌트 (오스트레일리아)     | 카마 자만 (파키스탄)           | 9-0, 9-3, 9-3                       | 오스트레일리아   |
| 1979 | 죠프 헌트 (오스트레일리아)     | 카마 자만 (파키스탄)           | 9-2, 9-3, 9-2                       | 캐나다           |
| 1978 | 열리지 않았음                  | 열리지 않았음                  | 열리지 않았음                       | 열리지 않았음    |
| 1977 | 죠프 헌트 (오스트레일리아)     | 카마 자만 (파키스탄)           | 9-5, 10-9, 0-9, 9-4                 | 오스트레일리아   |
| 1976 | 죠프 헌트 (오스트레일리아)     | 모히불라 칸 (파키스탄)         | 7-9, 9-4, 8-10, 9-2, 9-2            | 영국             |

다음 개최 예정지: 2007년 - 버뮤다; 2008년 - 영국

### 여자 챔피언십
| 연도 | 우승자                           | 준우승자                         | 결승전 점수               | 개최지                   |
| ---- | -------------------------------- | -------------------------------- | ------------------------- | ------------------------ |
| 2007 | 레이첼 그리넘 (말레이시아)       | 나탈리에 그리넘 (오스트레일리아) | 9-4, 10-8, 9-2            | 마드리드, 스페인         |
| 2006 | 니콜 데이비드 (말레이시아)       | 나탈리에 그리넘 (오스트레일리아) | 1-9, 9-7, 3-9, 9-5, 9-2   | 북아일랜드               |
| 2005 | 니콜 데이비드 (말레이시아)       | 레이첼 그리넘 (오스트레일리아)   | 8-10, 9-2, 9-6, 9-7       | 홍콩                     |
| 2004 | 바네사 앳킨슨 (네덜란드)         | 나탈리에 그리넘 (오스트레일리아) | 9-1, 9-1, 9-5             | 쿠알라룸푸르, 말레이시아 |
| 2003 | 캐롤 오웬스 (뉴질랜드)           | 캐시 잭맨 (영국)                 | 3-9, 9-2, 9-7, 9-3        | 홍콩                     |
| 2002 | 사라 피츠제럴드 (오스트레일리아) | 나탈리에 포러 (영국)             | 10-8, 9-3, 7-9, 9-7       | 카타르                   |
| 2001 | 사라 피츠제럴드 (오스트레일리아) | 레일라니 조이스 (뉴질랜드)       | 9-0, 9-3, 9-2             | 오스트레일리아           |
| 2000 | 캐롤 오웬스 (뉴질랜드)           | 레일라니 조이스 (뉴질랜드)       | 9-6, 9-5, 7-9, 5-9, 9-6   | 스코틀랜드               |
| 1999 | Cassie Campion (영국)            | 미셸 마틴 (오스트레일리아)       | 9-6, 9-7, 9-7             | 미국                     |
| 1998 | 사라 피츠제럴드 (오스트레일리아) | 미셸 마틴 (오스트레일리아)       | 10-8, 9-7, 2-9, 3-9, 10-9 | 독일                     |
| 1997 | 사라 피츠제럴드 (오스트레일리아) | 미셸 마틴 (오스트레일리아)       | 9-5, 5-9, 6-9, 9-2, 9-3   | 오스트레일리아           |
| 1996 | 사라 피츠제럴드 (오스트레일리아) | 캐시 잭맨 (영국)                 | 9-0, 9-3, 9-4             | 말레이시아               |
| 1995 | 미셸 마틴 (오스트레일리아)       | 사라 피츠제럴드 (오스트레일리아) | 8-10, 9-2, 9-6, 9-3       | 홍콩                     |
| 1994 | 미셸 마틴 (오스트레일리아)       | 캐시 잭맨 (영국)                 | 9-1, 9-0, 9-6             | 채널 제도                |
| 1993 | 미셸 마틴 (오스트레일리아)       | 리즈 이르빙 (오스트레일리아)     | 9-2, 9-2, 9-1             | 남아프리카               |
| 1992 | 수잔 데보이 (뉴질랜드)           | 미셸 마틴 (오스트레일리아)       | 9-4, 9-6, 9-4             | 캐나다                   |
| 1991 | 열리지 않았음                    | 열리지 않았음                    | 열리지 않았음             | 열리지 않았음            |
| 1990 | 수잔 데보이 (뉴질랜드)           | 마틴 르 모이그난 (영국)          | 9-4, 9-4, 9-4             | 오스트레일리아           |
| 1989 | 마틴 르 모이그난 (영국)          | 수잔 데보이 (뉴질랜드)           | 4-9, 9-4, 10-8, 10-8      | 네덜란드                 |
| 1988 | 열리지 않았음                    | 열리지 않았음                    | 열리지 않았음             | 열리지 않았음            |
| 1987 | 수잔 데보이 (뉴질랜드)           | 리사 오피에 (영국)               | 9-3, 10-8, 9-2            | 뉴질랜드                 |
| 1986 | 열리지 않았음                    | 열리지 않았음                    | 열리지 않았음             | 열리지 않았음            |
| 1985 | 수잔 데보이 (뉴질랜드)           | 리사 오피에 (영국)               | 9-4, 9-5, 10-8            | 아일랜드                 |
| 1984 | 열리지 않았음                    | 열리지 않았음                    | 열리지 않았음             | 열리지 않았음            |
| 1983 | 비키 카드웰 (오스트레일리아)     | 론다 톤 (오스트레일리아)         | 9-1, 9-3, 9-4             | 오스트레일리아           |
| 1982 | 열리지 않았음                    | 열리지 않았음                    | 열리지 않았음             | 열리지 않았음            |
| 1981 | 론다 톤 (오스트레일리아)         | 비키 카드웰 (오스트레일리아)     | 8-10, 9-4, 9-5, 7-9, 9-7  | 캐나다                   |
| 1980 | 열리지 않았음                    | 열리지 않았음                    | 열리지 않았음             | 열리지 않았음            |
| 1979 | 헤더 맥케이 (오스트레일리아)     | 수 콕스웰 (영국)                 | 6-9, 9-3, 9-1, 9-4        | 영국                     |

## 같이 보기
- 세계 복식 스쿼시 선수권 대회
- 세계 팀 스쿼시 선수권 대회
- 스쿼시 선수 목록